# What More Can I Give
What More Can I Give (Todo Para Ti w języku hiszpańskim) – piosenka napisana przez amerykańskiego wokalistę Michaela Jacksona i nagrana przez supergrupę wielu artystów w odpowiedzi na zamachy z 11 września 2001 roku. Inspirację dla jej stworzenia stanowiło spotkanie Jacksona z prezydentem Afryki Południowej Nelsonem Mandelą, które odbyło się w 1999 roku. Premiera utworu miała nastąpić podczas jednego z koncertów artysty, jednak ostatecznie zrezygnował on z tego pomysłu. Jednocześnie utwór nie został oficjalnie wydany, mimo że Jackson początkowo ogłosił, iż ukaże się jako singel charytatywny na rzecz ofiar wojny w Kosowie.
W odpowiedzi na zamach terrorystyczny z 11 września Jackson dokonał zmian w „What More Can I Give”. Niedługo po tym, wspólnie z wieloma artystami, nagrał nową wersję utworu, a wśród pozostałych wykonawców byli m.in.: Beyoncé Knowles, Céline Dion, Luther Vandross, Mariah Carey oraz Usher. Zarejestrowana została również hiszpańskojęzyczna wersja piosenki, zatytułowana „Todo Para Ti”, której tekst przełożył z języka angielskiego Rubén Blades.
„What More Can I Give” miała ukazać się jako singel charytatywny z nadzieją na zebranie 50 milionów dolarów, które wspomogłyby ocalałych oraz rodziny ofiar ataków terrorystycznych z 11 września. Jednakże plan nie został wykonany z niewiadomych powodów. Jedna z gazet uznała, że wydanie zostało przerwane po tym, jak pojawiły się doniesienia, że producent wykonawczy „What More Can I Give”, Marc Schaffel, reżyserował filmy pornograficzne. Zaprzeczył on jednak, jakoby na nim spoczywała wina za tę sytuację i stwierdził, że brak wydania singla jest częścią zagrywek marketingowych Sony Music.
„What More Can I Give” został po raz pierwszy, bez zgody wydawców, odtworzony na antenie nowojorskiej stacji radiowej WKTU pod koniec 2002 roku. 27 października 2003 roku singel stał się dostępny w formie digital download, a zebrane fundusze przekazane zostały wspierającym dzieci organizacjom charytatywnym.

## Tło

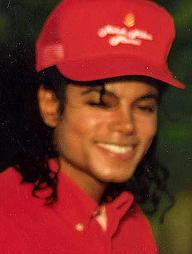
Michael Jackson, autor „What More Can I Give”.

Pierwszą inspiracją Michaela Jacksona do napisania utworu było spotkanie z prezydentem Afryki Południowej Nelsonem Mandelą, które odbyło się w 1999 roku. Wokalista powiedział, że podczas konwersacji z ówczesnym prezydentem rozmawiali o koncepcji dawania. Przyznał, że na myśl przyszły mu słowa „co jeszcze mogę dać” i dlatego zaczął pisać tekst. Po skompletowaniu pierwszej wersji utworu Jackson planował zaśpiewać go podczas koncertów Michael & Friends – What More Can I Give, które miały miejsce w Monachium oraz Seulu w czerwcu 1999 roku. Ostatecznie nie wykonał jednak „What More Can I Give”, który pozostał niewydany.
„What More Can I Give” miał również zostać wydany się jako singel charytatywny na rzecz ofiar wojny w Kosowie. Swe plany zdradził brytyjskiemu tabloidowi Daily Mirror, mówiąc, że zobaczył materiał telewizyjny na temat wojny, który go „zasmucił i sprawił, że chciał odwiedzić Jugosławię, aby przytulić każde z pokrzywdzonych dzieci.” Jednak, podobnie jak we wcześniejszym przypadku, utwór nie ukazał jako singel, a także został uznany za niewystarczająco dobry, aby znaleźć się na albumie Invincible.

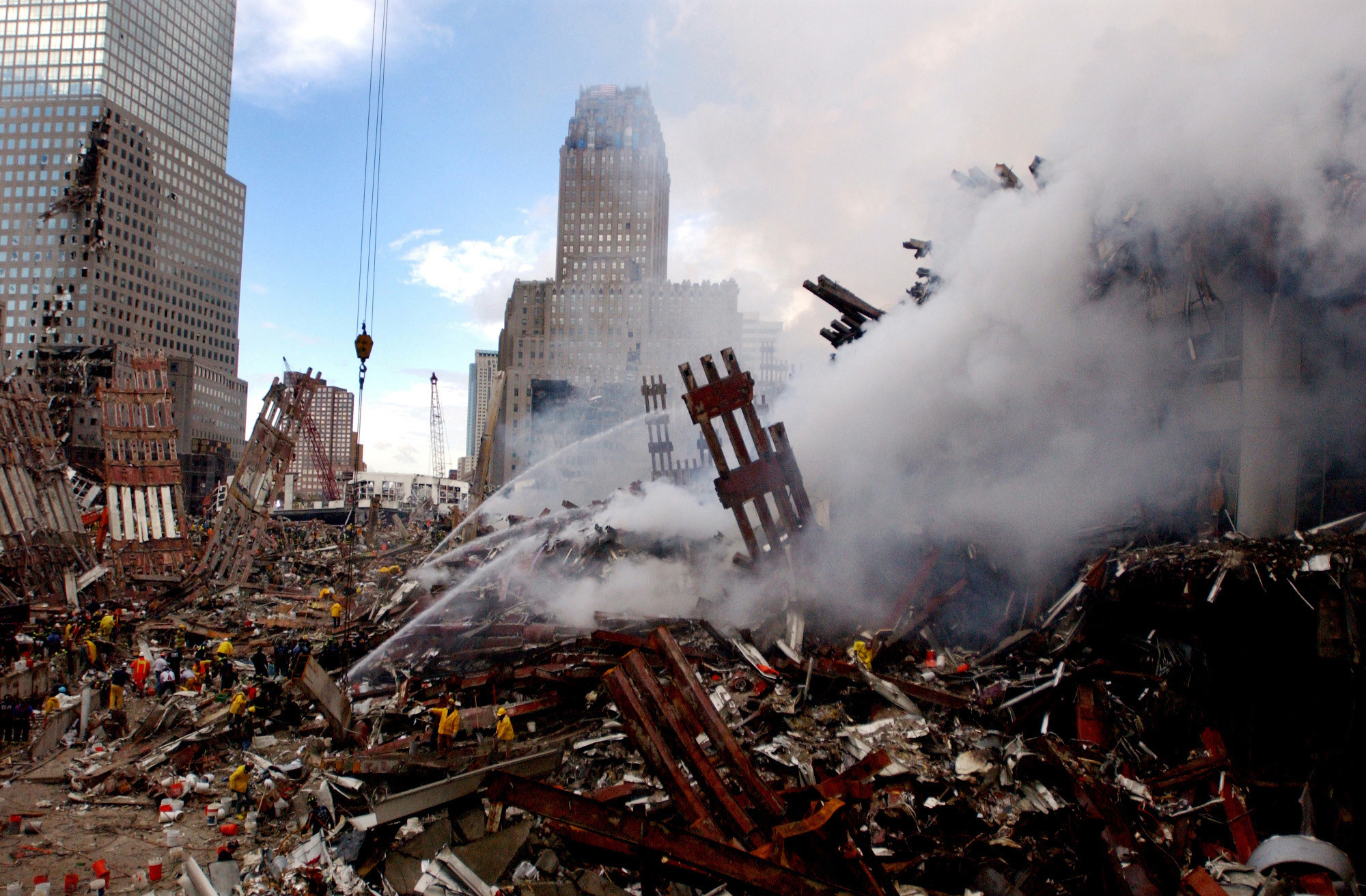
Michael Jackson napisał na nowo „What More Can I Give” w reakcji na zamachy terrorystyczne z 11 września 2001 roku.

W 2001 roku, 7 i 10 września, w Nowym Jorku odbyły się dwa koncerty, celebrujące 30 lat kariery solowej Michaela Jacksona (jego pierwszy singel „Got to Be There” został wydany w 1971 roku). Na scenie, oprócz Jacksona, pojawili się m.in.: Usher, Whitney Houston, Mýa, Liza Minnelli, James Ingram, Gloria Estefan oraz Marc Anthony.
Kilka godzin po zakończeniu drugiego koncertu Al-Ka’ida uprowadziła i doprowadziła do rozbicia cztery samoloty w ramach zamachu terrorystycznego na Stany Zjednoczone. Ataki na World Trade Center w Nowym Jorku, Pentagon oraz katastrofa samolotu w Shanksville zaowocowały śmiercią 2993 osób. W odpowiedzi na te wydarzenia Jackson napisał na nowo „What More Can I Give”, po czym wytłumaczył: „Nie jestem typem osoby, która usiądzie wygodnie i nic nie robiąc powie, 'Czuję się źle z powodu tego, co im się przytrafiło’. Chcę, żeby cały świat śpiewał [„What More Can I Give”], chcę zjednoczyć nas wszystkich, ponieważ ta piosenka jest mantrą, czymś, co wciąż powtarzasz. Potrzebujemy pokoju, potrzebujemy dawania, potrzebujemy miłości, potrzebujemy jedności.”

## Nagrywanie
„What More Can I Give” został w 2001 roku nagrany przez wielu artystów. Projekt spotkał się z „przytłaczająco wielką odpowiedzią od najważniejszych artystów z całego świata”, łącznie z Destiny’s Child, Backstreet Boys, *NSYNC oraz Carlosem Santaną oferującymi swój udział w utworze. „What More Can I Give” podążał drogą wyznaczoną przez inną piosenkę Jacksona, „We Are the World”, która przyniosła kilkadziesiąt milionów dolarów zysków na pomoc Afryce. Singel został skompletowany w październiku 2001 roku, przede wszystkim w Los Angeles.
Poza standardową wersją piosenki, powstała również edycja hiszpańskojęzyczna, zatytułowana „Todo Para Ti”. W jej nagrywaniu wzięli udział nie tylko artyści z „What More Can I Give”, ale i twórcy wywodzący się z Ameryki Południowej, w tym m.in. Alejandro Sanz oraz Cristian Castro. „Todo Para Ti” nie stanowi przekładu tytułu oryginalnego i oznacza „Wszystko dla Ciebie”. Producent K. C. Porter początkowo dosłownie przetłumaczył „What More Can I Give” na język hiszpański, jednak Jackson uznał, że tytuł brzmiał wtedy zbyt nieudolnie.

### Artyści

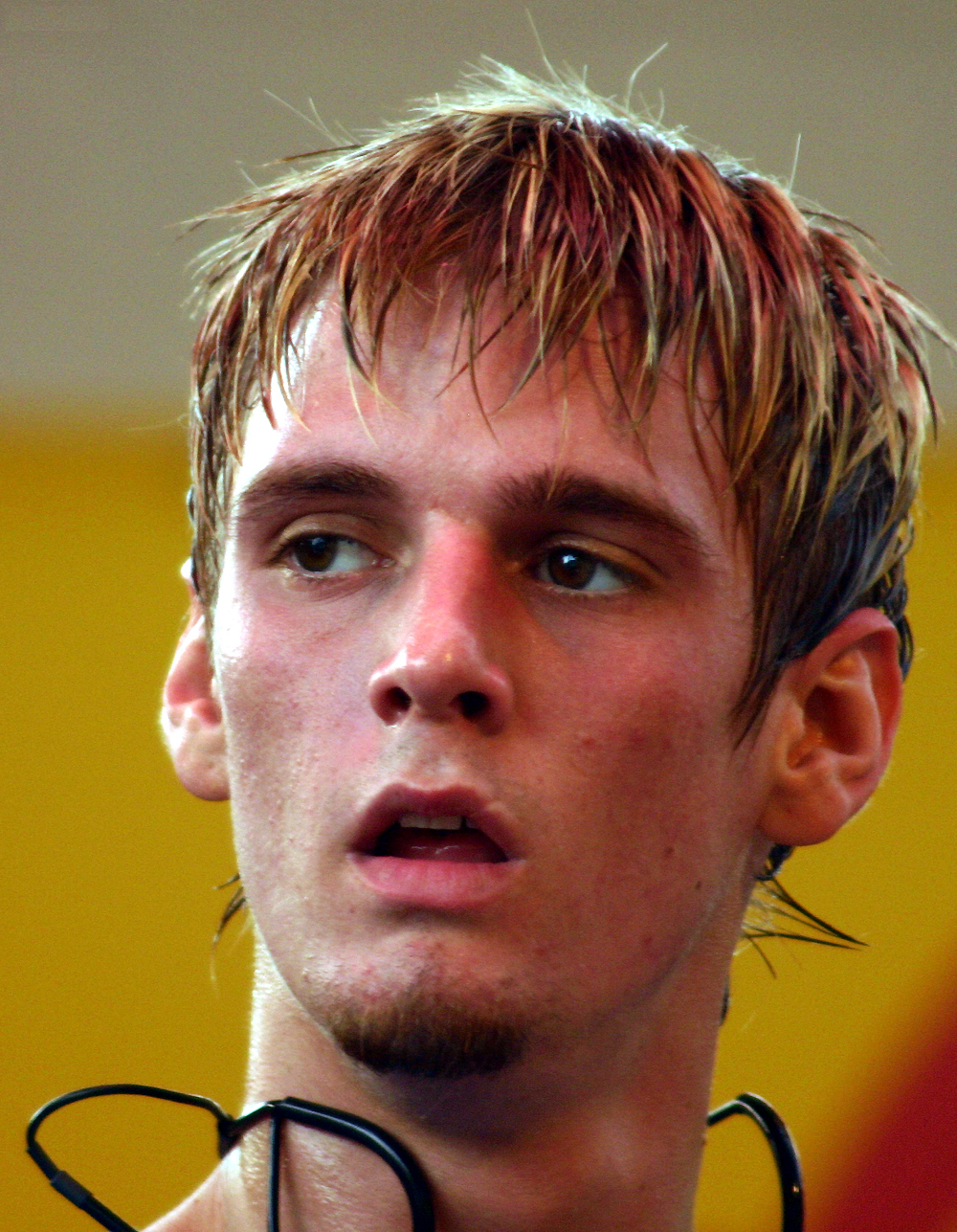
Aaron Carter

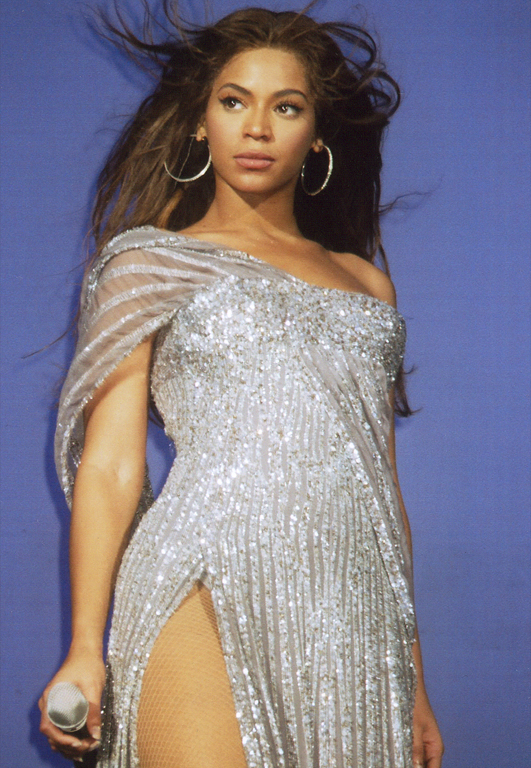
Beyoncé Knowles

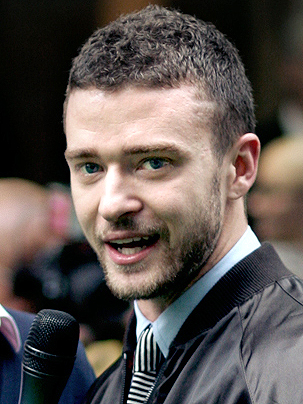
Justin Timberlake

| Artysta                       | Udział w wersji anglojęzycznej | Udział w wersji hiszpańskojęzycznej |
| ----------------------------- | ------------------------------ | ----------------------------------- |
| 3LW                           | Tak                            | Nie                                 |
| Aaron Carter                  | Tak                            | Nie                                 |
| Alejandro Sanz                | Nie                            | Tak                                 |
| Anastacia                     | Tak                            | Tak                                 |
| Beyoncé Knowles               | Tak                            | Nie                                 |
| Billy Gilman                  | Tak                            | Nie                                 |
| Brian McKnight                | Tak                            | Tak                                 |
| Bryton                        | Tak                            | Nie                                 |
| Carlos Santana                | Tak                            | Tak                                 |
| Céline Dion                   | Tak                            | Tak                                 |
| Cristian Castro               | Nie                            | Tak                                 |
| Gloria Estefan                | Tak                            | Tak                                 |
| Hanson                        | Tak                            | Nie                                 |
| Jon Secada                    | Tak                            | Tak                                 |
| Joy Enriquez                  | Nie                            | Tak                                 |
| Juan Gabriel                  | Nie                            | Tak                                 |
| Julio Iglesias                | Nie                            | Tak                                 |
| Laura Pausini                 | Nie                            | Tak                                 |
| Luis Miguel                   | Nie                            | Tak                                 |
| Luther Vandross               | Tak                            | Tak                                 |
| Mariah Carey                  | Tak                            | Tak                                 |
| Michael McCary z Boyz II Men  | Tak                            | Nie                                 |
| Michael Jackson               | Tak                            | Tak                                 |
| Mýa                           | Tak                            | Tak                                 |
| *NSYNC                        | Tak                            | Tak                                 |
| Nick Carter z Backstreet Boys | Tak                            | Nie                                 |
| Olga Tañón                    | Nie                            | Tak                                 |
| Reba McEntire                 | Tak                            | Nie                                 |
| Ricky Martin                  | Tak                            | Tak                                 |
| Rubén Blades                  | Nie                            | Tak                                 |
| Shakira                       | Tak                            | Tak                                 |
| Shawn Stockman z Boyz II Men  | Tak                            | Nie                                 |
| Thalía                        | Tak                            | Tak                                 |
| Usher                         | Tak                            | Nie                                 |
| Tom Petty                     | Tak                            | Nie                                 |
| Ziggy Marley                  | Tak                            | Nie                                 |

## Wykonanie na żywo
„What More Can I Give” wykonany został na żywo podczas koncertu charytatywnego United We Stand: What More Can I Give, który odbył się na rzecz ofiar zamachów z 11 września. Ośmiogodzinne wydarzenie miał miejsce 21 października 2001 roku w waszyngtońskim Robert F. Kennedy Memorial Stadium, a artyści występowali dla 54 000 osób. Jackson zaśpiewał swoje utwory „We Are the World” i „Man in the Mirror”, zanim on oraz inni wykonawcy, a w tym m.in.: Rod Stewart, Al Green, James Brown, Sean Combs oraz Pink zakończyli koncert piosenką „What More Can I Give”.
Joe D’Angelo z MTV skomentował później, że podporę występu stanowili Jackson i Billy Gilman, którzy według niego jako jedyni zachowywali się tak, jakby znali tekst utworu. Jon Pareles także negatywnie ocenił występ, twierdząc, że „wszystko stało się szopką, gdy artyści przegapiali swoje wejścia albo byli niesłyszalni.”

## Planowane wydanie
Wierzę w sercu, że społeczność muzyczna zjednoczy się, aby pomóc tysiącom niewinnych ofiar. Istnieje ogromna potrzeba na pomocne dolary i w tej sytuacji każdy z nas może odegrać ważną rolę w pomocy tak wielu ludziom

„What More Can I Give” miał zostać wydany jako singel charytatywny, aby wesprzeć ofiary zamachów z 11 września. Jackson przyznał, że przez to liczył na zebranie 50 milionów dolarów, które zostałyby przekazane poszkodowanym. Rzecznik wokalisty także ogłosił, że utwór ukaże się w najszybszym możliwym termienie, prawdopodobnie w przeciągu niecałego miesiąca od daty tamtej rozmowy.
Oficjalna premiera jednak nie nastąpiła, a media starały się wyjaśnić, dlaczego zmieniono plany. Los Angeles Times napisał, że projekt „What More Can I Give” został przerwany, gdyż producent wykonawczy, Marc Schaffel, reżyserował i produkował pornografię gejowską. Po ujawnieniu tych informacji przedstawiciele Jacksona zerwali współpracę z Schaffelem, kontaktując się również z jego prawnikami w listopadzie 2001 roku.
Schaffel zaprzeczył, jakoby to on był przyczyną rezygnacji z wydania „What More Can I Give”, a także poinformował, że nie został odsunięty od projektu, gdyż jego firma posiadała prawa do utworu. Producent uznał, że wina leży po stronie Sony Music, która miała celowo opóźniać premierę singla, aby nie stawarzać konkurencji Invincible. W jego opinii wytwórnia promowała historie na jego temat, aby ukryć swoje faktyczne postępowanie. Schaffel powiedział później, że nigdy nie ukrywał swojej przeszłości przed Jacksonem ani Sony.
Jackson również obwinił Sony o zaistniałą sytuację. Ponadto stwierdził, że wytwórnia niewystarczająco promowała album Invincible, a jej szef, Tommy Mottola, był rasistą. Przedstawiciele Sony uznali słowa wokalisty za „nieuzasadnione i niesprawiedliwe”.

## Wydanie cyfrowe
„What More Can I Give” został ostatecznie wydany w formacie digital download 27 października 2003 roku. Strony internetowe whatmorecanigive.com oraz musicforgiving.com oferowały singel, którego cena wynosiła 2 dolary. Część dochodów przekazana została na dziecięce organizacje charytatywne, a także na wsparcie programów eliminujących rasizm, rozpowszechniających edukację i łączących dzieci z całego świata. Cały projekt został zapoczątkowany przez Jacksona przy wsparciu koncernu Clear Channel Communications.